# A Musical Banquet
A Musical Banquet is een liedboek waarschijnlijk samengesteld door Robert Dowland in 1610.
Het is het eerste bekende liederenboek in Engeland, waarbij niet alleen Engelstalige liederen werden gebundeld. De volledige titel A Musicall Banquet furnished with varietie of delicious Ayres, Collected out of the best Authors in English, French, Spanish and Italian. Alhoewel het boekwerk op naam staat van Robert Dowland, is in de loop der tijden twijfel gerezen of hij daadwerkelijk de liederen verzameld heeft, of dat zijn vader John Dowland het werk heeft verricht en het ten slotte op de naam van zijn zoon Robert heeft uitgegeven.
Het liedboek bestaat uit vierentwintig liederen, waarbij de zangeres of zanger wordt begeleid op de luit en - ad libitum - viola da gamba.

## Liederen
| Liednummer | Titel                                   | Engelstalig                                  | Tekst                                                                         | Muziek                                                                     |
| ---------- | --------------------------------------- | -------------------------------------------- | ----------------------------------------------------------------------------- | -------------------------------------------------------------------------- |
|            | Sir Robert Sidney, his Galliard         | x                                            | John Dowland                                                                  | John Dowland                                                               |
| 1          | My heavy sprite                         | x                                            | George Clifford                                                               | Anthony Holborne                                                           |
| 2          | Change thy mind since she doth change   | x                                            | Robert Devereux                                                               | Richard Martin                                                             |
| 3          | O eyes, leave of your weeping           | x                                            | Anoniem                                                                       | Robert Hales                                                               |
| 4          | Go, my flock, go get you hence          | x                                            | Sir Philip Sydney (Astrophil and Stella, 1598)                                | Anoniem                                                                    |
| 5          | O dear life, when shall it be?          | x                                            | Sir Philip Sidney (Astrophil and Stella, 1598)                                | Anoniem                                                                    |
| 6          | To plead my faith                       | x                                            | Robert Devereux                                                               | Daniel Batchelar                                                           |
| 7          | In a grove most rich of shade           | x                                            | Sir Philip Sidney (Astrophil and Stella, 1598)                                | Overgenomen uit Le petit enfant amour van Guillaume Tessier                |
| 8          | Far from triumphing court               | x                                            | Sir Henry Lee                                                                 | John Dowland                                                               |
| 9          | Lady, if you so spite me                | x                                            | Anoniem, vertaling van Italiaanse versie geschreven door Cesare Rinaldi, 1598 | John Dowland                                                               |
| 10         | In darkness let me dwell                | x                                            | Anoniem                                                                       | John Dowland                                                               |
| 11         | Si le parler et le silence              | If words and silence                         | Anoniem                                                                       | Pierre Guédron, uit Airs de Différents Autheurs van Gabriel Bataille, 1608 |
| 12         | Ce penser qui sans fin tirannise ma vie | This thought which endlessly governs my life | Anoniem                                                                       | Anoniem, uit Airs de Différents Autheurs van Gabriel Bataille, 1608        |
| 13         | Vous que le bonheur rapelle             | You when Happiness recalls                   | Anoniem                                                                       | Anoniem, uit Airs de Différents Autheurs van Gabriel Bataille, 1608        |
| 14         | Passava Amor su arco desarmado          | Live walked by unarmed                       | Jorge de Montemayor (uit Diana, 1558)                                         | Anoniem; uit Airs de Différents Autheurs van Gabriel Bataille, 1608        |
| 15         | Sta notte mi sognave                    | Last night I dreamed                         | Anoniem                                                                       | Anoniem                                                                    |
| 16         | Vestros ojos tienen d'Amor              | Your eyes hold I know not what of love       | Anoniem                                                                       | Anoniem, uit Airs de Différents Autheurs van Gabriel Bataille, 1608        |
| 17         | Se di farmi morire                      | If you think to cause my death               | Anoniem                                                                       | Domenico Maria Melli, ca 1602                                              |
| 18         | Dovrò dunque morire?                    | Must I die then?                             | Anoniem                                                                       | Giulio Caccini                                                             |
| 19         | Amarilli mia bella                      | My fair Amaryllis                            | Giovanni Battista Guarini                                                     | Giulio Caccini                                                             |
| 20         | O bella più che la stella Diana         | Oh fairer than the stars                     | Anoniem                                                                       | Anoniem                                                                    |

## Geselecteerde discografie
- The Consort of Musicke o.l.v. Anthony Rooley (L'Oiseau Lyre 555 (LP), opgenomen in de complete werken van John Dowland, L'Oiseau Lyre, 12CDs. 452 562)
- Nigel Rogers, tenor - Anthony Bailes, luit - Jordi Savall, gamba (EMI Reflexe CDM7 63429 2)
- Andreas Scholl, contratenor - Edin Karamozov, luit - Christophe Coin, gamba - Markus Märkl, klavecimbel (Decca 466 917-2)
- Monica Mauch, sopraan - Nigel North, luit (ECM New Series 1938)